# Karmelitinnenkloster Montpellier
Das Karmelitinnenkloster Montpellier ist ein Kloster der Karmelitinnen in Montpellier, Département Hérault, im Erzbistum Montpellier in Frankreich.

## Geschichte
Auf Wunsch von Bischof Charles-Thomas Thibault (1796–1861) von Montpellier gründete das Karmelitinnenkloster Rodez (1825–2013) im Jahre 1837 das erste Karmelitinnenkloster in Montpellier. 20 Jahre später gingen von hier die Gründungen in Bédarieux (1856–1901) und Bergerac (1858–2008) aus. 1901 emigrierte der Konvent nach Belgien (bei Namur). Als er 1919 zurückkehren konnte, war er gezwungen, bis 1927 im Kloster Vignogoul auszuharren, bis in Montpellier der neuerbaute Carmel Les Buissonnets (Rue Pioch de Boutonnet Nr. 1133) bezogen werden konnte, wo die Schwestern heute noch sind. Während des Zweiten Weltkriegs wurde ein Teil des Konvents in das Kloster Rabastens (1900–1958, dann   Karmelitinnenkloster Vinça) ausgelagert. Als das Karmelitinnenkloster Sète (1920–2011) aufgelöst wurde, gingen die verbleibenden Ordensfrauen nach Montpellier. Derzeit besteht der Konvent aus 14 Schwestern.